# Cléré-sur-Layon
Cléré-sur-Layon là một xã thuộc tỉnh Maine-et-Loire trong vùng Pays de la Loire phía tây nước Pháp. Xã này nằm ở khu vực có độ cao trung bình 99 mét trên mực nước biển.
Thị trấn nằm ở hữu ngạn sông Layon, sông chảy theo hướng đông bắc qua thị trấn.